# Всеукраїнська федерація танцювального спорту
Всеукраї́нська федера́ція танцюва́льного спо́рту (ВФТС) — всеукраїнська громадська спортивна організація створена 18 листопада 2008 року, зареєстрована в Міністерстві юстиції (Свідоцтво №3006 від 04.12.2008 р.), єдиний в Україні «повний-постійний член Всесвітньої федерації танцювального спорту (WDSF). Має договірні відносини з Міністерством молоді та спорту України, Олімпійським комітетом України, Параолімпійським комітетом України та Спортивним комітетом України. ВГО «ВФТС» має статус національної спортивної федерації.

## Мета і завдання організації
Організація створена для сприяння розвитку танцювального спорту в Україні, як засобу фізичного та естетичного розвитку особистості.  Діяльність ВФТС спрямована на реалізацію програми розвитку танцювального спорту, що гармонійно поєднує заходи з удосконалення інфраструктури спортивного танцю, матеріально-технічної бази, системи підвищення кваліфікації тренерського та суддівського корпусу тощо. 
За участю провідних тренерів та суддів розроблено спортивну класифікацію виду спорту, яка відображає динаміку досягнення спортивних результатів атлетів та роботи тренерських кадрів як на національному, так і міжнародному рівнях. 
Одним з головних завдань організації є досягнення високих результатів українськими спортсменами у Всесвітніх іграх з не олімпійських видів спорту, Чемпіонатах Світу та Європи, кубках Світу та Європи, де представлені спортсмени Всесвітньої федерації танцювального спорту (WDSF).

## Склад організації
Танцювальним спортом в Україні опікуються 24 обласних осередків в тому числі місто Київ, 20 суддів міжнародної категорії, в тому числі 3 головних судді, 166 суддів національної категорії, в тому числі 10 суддів професіонального дивізіону, понад 400 тренерів, які забезпечують навчання  спортсменів.